# チャイダンルック

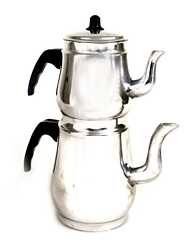

チャイダンルックとは、紅茶用の2段重ねのポットである。主にトルコでチャイを入れるのに利用されている。
上段に茶葉、下段に水を入れて火にかけ、上段の茶葉が蒸されたところに下段の湯を少量入れ、濃く淹れた紅茶をティーカップに注ぎ、下段ポットの湯で適宜薄めて飲む。
近年では電気ケトル型も普及している。